# Santos Montoya Torres
Santos Montoya Torres (La Solana, 22 febbraio 1966) è un vescovo cattolico spagnolo, dal 12 gennaio 2022 vescovo di Calahorra e La Calzada-Logroño.

## Biografia
Santos Montoya Torres è nato a La Solana il 22 febbraio 1966.

### Formazione e ministero sacerdotale
Nel 1990 si è laureato in scienze chimiche all'Università autonoma di Madrid. Entrato in seminario, ha conseguito il baccalaureato in teologia presso l'Università ecclesiastica San Damaso a Madrid nel 1998; la licenza in teologia presso la Pontificia Università di Comillas a Madrid nel 2000; la licenza in teologia dogmatica presso l'Università ecclesiastica San Damaso a Madrid nel 2012 e il master in discernimento vocazionale e accompagnamento spirituale presso la Pontificia Università di Comillas a Madrid.
Ha svolto il ministero diaconale nella parrocchia di Nuestra Señora del Pilar de Campamento. Il 18 giugno 2000 è stato ordinato presbitero per l'arcidiocesi di Madrid. In seguito è stato formatore del Collegio arcivescovile e seminario minore "La Inmaculada y San Dámaso" di Madrid dal 2000 al 2012 e poi vicedirettore dal 2001 al 2002 e direttore dello stesso dal 2002 al 2012; vice consigliere diocesano dell'Azione Cattolica Generale di Madrid dal 2000 al 2001; collaboratore pastorale della parrocchia del Purissimo Cuore di Maria a Madrid dal 2006 al 2008; cappellano delle suore concezioniste dal 2011 al 2012; parroco della parrocchia della Beata Maria Anna di Gesù a Madrid dal 2012 e arciprete di Delicias-Legazpi dal 2015.
È stato anche membro eletto del consiglio presbiterale dal 2015  e membro del collegio dei consultori dal 2017.

### Ministero episcopale
Il 29 dicembre 2017 papa Francesco lo ha nominato vescovo ausiliare di Madrid e titolare di Orta. Ha ricevuto l'ordinazione episcopale il 17 febbraio successivo nella cattedrale dell'Almudena a Madrid dal cardinale Carlos Osoro Sierra, arcivescovo metropolita di Madrid, co-consacranti il cardinale Antonio María Rouco Varela, arcivescovo emerito della stessa arcidiocesi, e Renzo Fratini, nunzio apostolico in Spagna e Andorra. Ha prestato servizio come vicario generale dell'arcidiocesi.
Il 12 gennaio 2022 lo stesso pontefice lo ha nominato vescovo di Calahorra e La Calzada-Logroño. Ha preso possesso della diocesi il 5 marzo successivo con una cerimonia tenutasi nella cattedrale dell'Assunzione di Nostra Signora a Calahorra. Il giorno successivo ha celebrato le prime messe nella cattedrale di San Domenico a Santo Domingo de la Calzada alle ore 13 e nella concattedrale di Santa Maria de La Redonda a Logroño alle ore 20.
In seno alla Conferenza episcopale spagnola è membro della commissione per i laici, la famiglia e la vita dal marzo del 2020. In precedenza è stato membro della commissione per il clero dall'aprile del 2018 al marzo del 2020.

## Genealogia episcopale
La genealogia episcopale è:
- Cardinale Scipione Rebiba
- Cardinale Giulio Antonio Santori
- Cardinale Girolamo Bernerio, O.P.
- Arcivescovo Galeazzo Sanvitale
- Cardinale Ludovico Ludovisi
- Cardinale Luigi Caetani
- Cardinale Ulderico Carpegna
- Cardinale Paluzzo Paluzzi Altieri degli Albertoni
- Papa Benedetto XIII
- Papa Benedetto XIV
- Papa Clemente XIII
- Cardinale Giovanni Francesco Albani
- Cardinale Carlo Rezzonico
- Cardinale Antonio Dugnani
- Arcivescovo Jean-Charles de Coucy
- Cardinale Gustave-Maximilien-Juste de Croÿ-Solre
- Vescovo Charles-Auguste-Marie-Joseph Forbin-Janson
- Cardinale François-Auguste-Ferdinand Donnet
- Vescovo Charles-Emile Freppel
- Cardinale Louis-Henri-Joseph Luçon
- Cardinale Charles-Henri-Joseph Binet
- Cardinale Maurice Feltin
- Cardinale Jean-Marie Villot
- Arcivescovo Lajos Kada
- Cardinale Carlos Osoro Sierra
- Vescovo Santos Montoya Torres